# Lambert Daneau

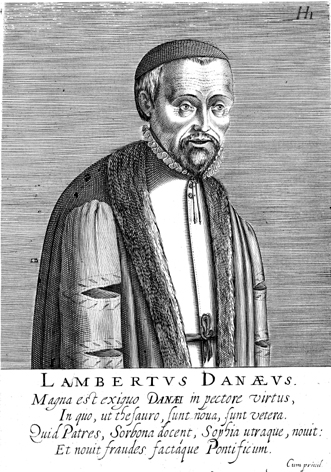
Lambert Daneau.

Lambert Daneau (latiniserat Danæus eller Dannæus), född 1530 i Beaugency, död 1595 i Castres, var en fransk reformert teolog.
Daneau, som fick en romersk-katolsk uppfostran, ägnade sig till en början åt rättsvetenskapen, influerades sedermera av François Hotman och Anne du Bourg, övergick 1560 till protestantismen och begav sig då till Genève för att under Calvins ledning studera teologi. Sedan verkade han först som pastor i Gien, därefter som predikant och professor i Genève, Leiden, Gent, Orthez och slutligen i Castres. Bland hans många arbeten förtjänar hans Ethices christiance libri tres (1577) särskildt uppmärksamhet såsom det första, betydande försöket inom de protestantiska kyrkorna att ge en systematisk framställning av den teologiska etiken som en gentemot såväl dogmatiken som den filosofiska etiken självständig vetenskap. Daneau, som var en av sin tids främsta reformerta teologer, representerade både i teori och i kyrklig praxis den strängaste kalvinismen, varav särskilt i Leiden svåra konflikter förorsakades, och uppträdde såsom en särdeles stridbar polemiker såväl mot romersk katolicism som mot lutherdom.